# Arretjescake
Arretjescake,  ou arretjenofcake, é uma sobremesa gelada feita de chocolate, tradicional dos Países Baixos.

## Origem
O bolo é originário de um livro promocional da Nederlandsche Oliefabrieken Calvé-Delft (NOF), uma marca operada pela Unilever, lançado em 1938.
Na época, a Calvé vendia dois tipos diferentes de gordura: Delfia, um tipo de óleo de coco, e Delfrite, um tipo de margarina. O mascote Arretje Nof era utilizado para promover os produtos. De acordo com a receita original, qualquer um dos produtos poderia ser utilizado na preparação.

## Método de preparação
Embora os ingredientes exatos e, portanto, o sabor, tenham diferenças regionais, a base é a mesma: biscoitos, ovos, açúcar, gordura e aromatizantes. Os ingredientes são misturados e, em seguida, deixados na geladeira por um dia até firmarem. A receita não é cozida nem assada. No lugar do cacau em pó, também pode ser utilizado chocolate derretido. 
O arretjescake é feito pela mistura de ovos, açúcar e cacau em pó com manteiga ou outro tipo de gordura, até que se torne uma mistura lisa. Aromatizantes como baunilha, rum, café solúvel, canela e licores variados também podem ser utilizados. À essa mistura são adicionados biscoitos ou bolachas quebrados; em algumas versões, eles podem ser usados em farelo. Normalmente, usa-se bolachas Maria. A receita é tipicamente decorada com granulado de chocolate (hagelslag).
Existem versões do arretjescake que utilizam leite condensado na composição. No entanto, as variações mais comuns são das bolachas e das decorações utilizadas. Entre os tipos de bolachas comuns, incluem-se o kruidnoot, um pequeno biscoito temperado; spekulaas; e biscoitos de maisena, normalmente no Suriname. Entre as decorações, que também podem ser adicionadas à massa, são comuns cascas de laranja cristalizadas, amêndoas, nozes pecã, passas e Maltesers. 